# Neonmaan
Neonmaan is een sciencefictionverhaal van de Tais Teng. Het was het zesentwintigste verhaal in de verhalenbundel Ganymedes 4, uitgegeven door A.W. Bruna Uitgevers. Die verhalenbundel kwam tot stand door het inzenden van lezers en andere liefhebbers van het genre, die weleens een eigen verhaal op papier wilden zetten. Tais Teng was tijdens het verschijnen van deze bundel meer kaftontwerper dan schrijver. Pas later zou hij die functies meer in balans brengen.

## Het verhaal
Neonmaan (Neonmoon) is de titel van een liedje dat in de toekomst bekend is. In die tijd trekken Rani en Sri Death, haar wapen, als één gladiator van arena naar arena op Aarde en Maan. De twee zijn onafscheidelijk en onoverwinnelijk. Sri Death, levend wapen, ziet in alles de schepping van de Vrouw, van planeten (eicellen) tot zwarte gaten (vagina).